# بوآی درختی زمردی
بوآی درختی زمردی (به انگلیسی: Corallus caninus), یک گونه مار غیرسمی (بی‌زهر) است که در جنگل‌های بارانی آمریکای جنوبی یافت می‌شود. در سال ۲۰۰۹ گونه بوآی درختی آمازون از C. caninus متمایز شده‌است.

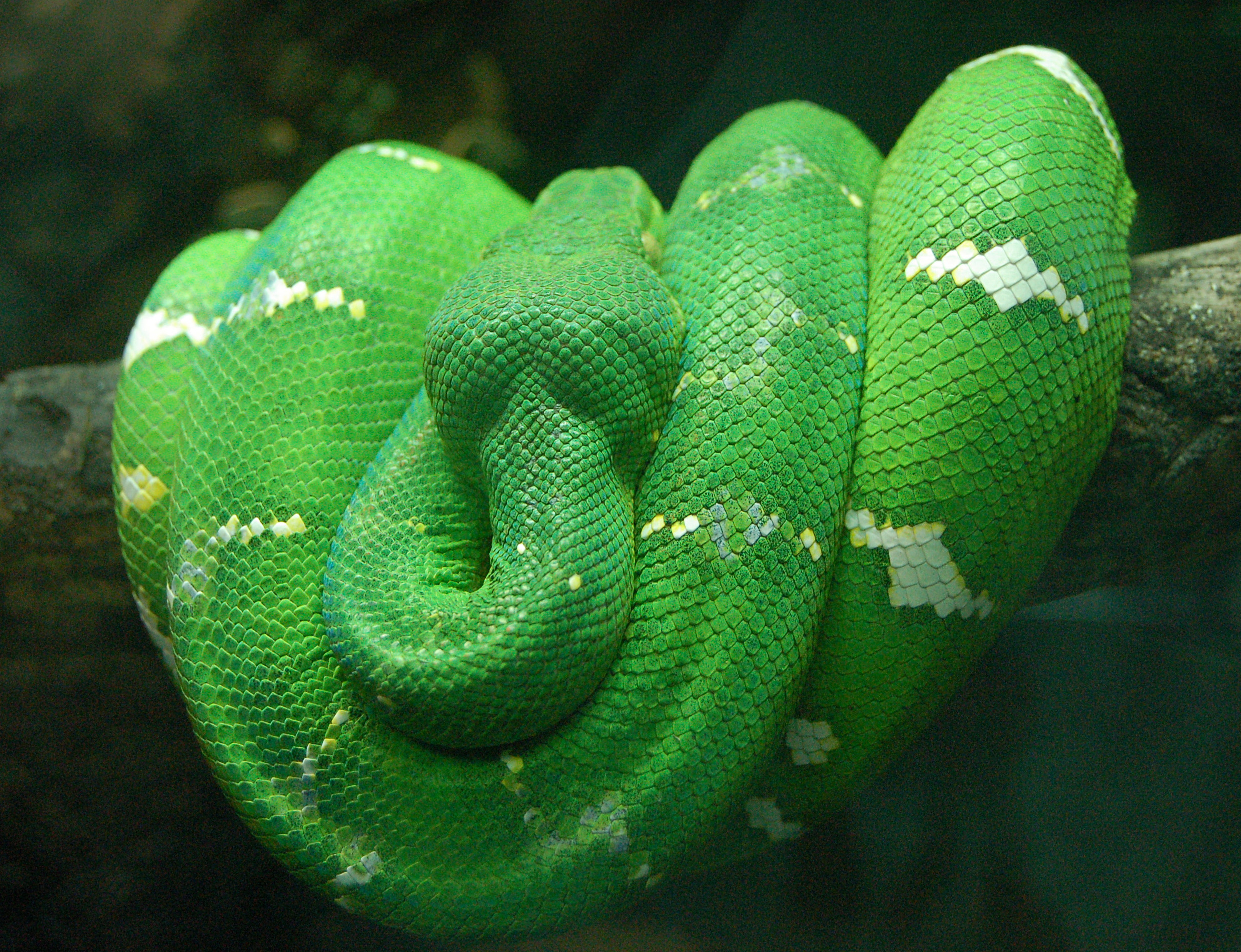
در باغ وحش فیلادلفیا در فیلادلفیا، پنسیلوانیا